# Eugeniusz Krystian
Eugeniusz Krystian (ur. 31 lipca 1955 w Bieruniu Starym) – polski górnik, działacz opozycji antykomunistycznej w okresie PRL, jeden z przywódców strajku w Kopalni Węgla Kamiennego „Ziemowit” w 1981 r., współtwórca NSZZ „Solidarność” na Górnym Śląsku.

## Życiorys
Absolwent Technikum Rolniczego w Pszczynie z 1976 r., a następnie Technikum Górniczego dla Pracujących w Tychach-Lędzinach z 1980 r. W latach 1976–1978 był pracownikiem Spółdzielni Produkcyjnej w Bojszowach. W tym okresie, w sierpniu 1976 r., został poddany rewizji, a następnie skazany przez Kolegium ds. Wykroczeń w Tychach za zakłócenie porządku, po akcji przekazania pieniędzy zebranych przez studentów PŚ w Gliwicach represjonowanym robotnikom z Zakładów Metalowych w Radomiu biorących udział w tzw. wydarzeniach radomskich z czerwca 1976 r.
W latach 1978–1981 pracował jako górnik na stanowisku instruktora nowo przyjętych w KWK ”Ziemowit” w Tychach-Lędzinach. Był współorganizatorem strajku i członkiem Komitetu Strajkowego w KWK „Ziemowit” w dniach między 31 sierpnia a 4 września 1980 r. Od września 1980 r., był członkiem „Solidarności” i członkiem jej Komitetu Założycielskiego na terenie KWK ”Ziemowit”. Od 10 stycznia 1981 r., był członkiem Komitetu Zakładowego „Solidarność” w KWK „Ziemowit”. Jednocześnie od września 1980 był Zakładowym Społecznym Inspektorem Pracy. W grudniu 1980 r., brał udział w uroczystości odsłonięcia Pomnika Poległych Stoczniowców 1970 w Gdańsku.
Po wprowadzeniu stanu wojennego, w dniu 13 grudnia 1981 r., Eugeniusz Krystian zabezpieczył księgozbiór z siedziby Komitetu Zakładowego „Solidarność” ukrywając część z książek we własnym mieszkaniu. Na bazie tych książek Krystian zorganizował tajną bibliotekę funkcjonującą aż do 1985 r. W dniu 15 grudnia 1981 r. był współorganizatorem oraz jednym z liderów grupy kierującej podziemnym strajkiem w KWK „Ziemowit”, w którym uczestniczyło ok. 2 tys., górników. Był to drugi co do długości podziemny strajk w kopalniach po wprowadzeniu stanu wojennego (dłuższy był strajk w KWK „Piast”). Wraz z Mirosławem Stroczyńskim i Ignacym Stawarzem tworzył kierownictwo Komitetu Strajkowego w kopalni. Górnicy strajkowali na głębokości 500 m. W tym okresie był również członkiem 5-osobowej grupy delegatów, która z 16 na 17 grudnia 1981 r. przeszła podziemnym chodnikiem o długości ok. 12 km do KWK „Piast”, by uzgodnić zasady wzajemnej pomocy i współpracy między strajkującymi kopalniami. Eugeniusz Krystian został wywieziony na powierzchnię 20 grudnia na trzy dni przed końcem strajku ze względu na zły stan zdrowia. Pomimo kłopotów zdrowotnych został zatrzymany przez MO i tymczasowo aresztowany wbrew opinii lekarskiej o konieczności leczenia szpitalnego. Podczas tymczasowego aresztowania, jeszcze w trakcie trwania strajku został pobity na terenie KM MO w Tychach.
Po zakończeniu strajku podobnie jak inni jego liderzy, Mirosław Stroczyński i Ignacy Stawarz, został osadzony w Areszcie Śledczym w Katowicach. Sądzony był na podstawie dekretu o stanie wojennym, przez Sąd Śląskiego Okręgu Wojskowego został skazany na karę 3 lata więzienia i 2 lat pozbawienia praw publicznych. Wyrok odbywał od marca 1982 r., w Zakładzie Karnym w Raciborzu, a następnie od maja tego samego roku w Zakładzie Karnym we Wrocławiu. W dniu 8 czerwca 1983 r. został warunkowo zwolniony na mocy aktu łaski Rady Państwa (wnioskodawcą był obrońca Krystiana).
W latach 1983–1985 poddawany różnym formom represji i inwigilacji pozostawał również bez zatrudnienia. Był wielokrotnie poddawany wielogodzinnym przesłuchaniom w Komendzie Miejskiej MO w Tychach, bity i szantażowany. Jednocześnie był uczestnikiem kolportażu pracy podziemnej, akcji ulotowych i malowania haseł, a także pielgrzymek ludzi pracy do Piekar Śląskich i Częstochowy.
Zmuszono do emigracji od kwietnia 1985 roku mieszka w RFN. W latach 1986–1996 był zatrudniony w zakładzie Metzeler w Mannheim, a od 1998 roku pracownik techniczny w Urzędzie Miasta Mannheim.

## Odznaczenia
- Krzyż Kawalerski Orderu Odrodzenia Polski (2009)[1]
- Krzyż Wolności i Solidarności (2015)[2]